# Бейнеу (аэропорт)

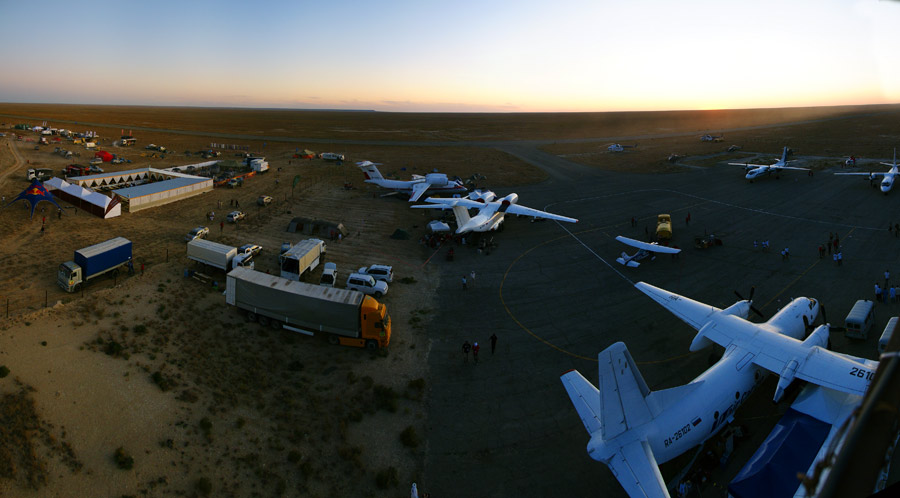
Лагерь участников и персонала ралли «Шёлковый путь 2009»

Бейнеу — аэропорт местных воздушных линий вблизи одноимённого посёлка Мангистауской области Казахстана.
Аэродром Бейнеу 3 класса, рассчитан на приём самолётов Ан-24, Ан-26, Як-40 и более лёгкие, а также вертолётов всех типов. В 1990-х аэродром заброшен и с тех пор используется как посадочная площадка для самолётов класса А (Ан-2 и им подобные) и вертолётов при проведении авиационных работ.
В 2009 году аэродром использовался в ходе ралли Шёлковый путь 2009. 8 сентября на аэродроме совершили посадку 2 самолета Ан-74, Ан-26, 2 Ан-24, несколько Cessna, а также несколько вертолетов различных типов.
В апреле 2015 года на аэродроме совершил посадку самолет C-295 ВВС Республики Казахстан